# کژانوویتسه (استان اوپوله)
کژانوویتسه (به لهستانی:  Krzanowice) یک روستا در لهستان است که در گمینا دوبژنگ ویلکی واقع شده‌است.
 کژانوویتسه  ۴۰۰ نفر جمعیت دارد.